# Адам Вацлав Цешинский
Адам Вацлав Цешинский (пол. Adam Wacław cieszyński, нем. Adam Wenzel von Teschen; 12/13 декабря 1574 − 13 июля 1617) — князь Цешинский (1579—1617), старший сын князя цешинского Вацлава III Адама (1524—1579) от второго брака с Екатериной Сидонией Саксен-Лауэнбургской (ок. 1550—1594). Представитель цешинcкой линии династии Силезских Пястов.

## Биография
В ноябре 1579 года после смерти отца, князя цешинского Вацлава III Адама, четырёхлетний Адам Вацлав унаследовал Цешинское княжество. Регентами при малолетнем князе были его мать Екатерина Сидония Саксен-Лауэнбургская и князья Георг II Бжегский (1523—1586) и Карл II Зембицкий (1545—1617). Регентство этого триумвирата продолжалось до 1586 года, когда скончался старший из регентов, князь Георг II Бжегский, а мать Адама Вацлава Екатерина Сидония вторично вышла замуж за венгерского аристократа Эмерика Форгача, графа Тренчина. Несмотря на повторный брак, Екатерина Сидония Саксен-Лауэнбургская сохранила своё влияние в Цешинском княжестве, но единоличным регентом остался князь Карл II Зембицкий.
В 1586 году в Цешинскую Силезию проникла эпидемия чумы, в результате которой умерло большое количество жителей княжества. В 1587 году территория княжества стала местом боёв между австрийским эрцгерцогом Максимилианом Габсбургом и польским гетманом Яном Замойским во время войны за Польское наследство.
Из-за этих проблем в 1587 году князь Адам Вацлав Цешинский был отправлен ко двору саксонского курфюрста Кристиана I, где провёл восемь лет. Здесь Адам Вацлав получил тщательное образование, особенно в военном деле.
В 1595 году Адам Вацлав вернулся из Саксонии в Цешин, где стал править самостоятельно. Князь Адам Вацлав Цешинский на стороне австрийского дома Габсбургов участвовал в военных действиях против турок-османов и других противников императора в Венгрии. Это вызвало необходимость постройки в южных землях княжества оборонительных укреплений. Вопрос обороны границ остро встал во время антигабсбургского восстания в Верхней Венгрии под руководством Иштвана Бочкаи в 1604—1606 годах, когда венгерские повстанцы стали угрожать Цешинскому княжеству.
В 1609 году князь Адам Вацлав Цешинский оказался втянут в семейный конфликт между Габсбургами — императором Рудольфом II и эрцгерцогом Матвеем, в котором он поддерживал императора. До боёв в конечном итоге тогда не дошло, так как Рудольф II капитулировал перед младшим братом и уступил ему чешскую корону, что поставило в неловкое положение князя Адама Вацлава Цешинского, который в 1611 году вынужден был принести ленную присягу на верность новому королю Чехии во Вроцлаве.
1609 год стал переломным для Адама Вацлава ещё по одной причине. Князь Цешинский, выходец из лютеранской семьи, воспитанный при дворе лютеранина, курфюрста Саксонии Кристиана I, был убежденным протестантом и всячески поддерживал лютеранство  в своем княжестве.. Ещё в 1598 году князь Адам Вацлав Цешинский издал большой привилей для лютеран, в котором обязался за себя и своих преемников, что они будут исповедовать лютеранскую религию в Цешине и передадут католические костёлы только лютеранам. Однако в 1609 году Адам Вацлав принял решение поменять религию и перешёл в католичество. В 1611 году он начал борьбу с протестантской церковью в духе контрреформации и отменил подписанный им привилей для лютеран от 1598 года. Из-за упорного сопротивления знати и горожан католическими стали только княжеский двор и ряд монастырей. В Цешин вернулись бернардинцы, который занялись борьбой с протестантами.
Причины такого резкого изменения религиозной политики князя Адама Вацлава Цешинского остались неизвестными, но, возможно, он хотел заручиться расположением императора и короля Чехии Матвея Габсбурга. В любом случае, это у него получилось, и 6 февраля 1617 года Матвей Габсбург назначил князя Адама Вацлава Цешинского генеральным старостой Силезии.
Правление Адама Вацлава для Цешинского княжества оказалось не очень успешным. Постоянные поездки, дорогостоящие военные экспедиции, и, наконец, смена религии, привели княжество в состояние банкротства. Примером расточительности князя Адама Вацлава была поездка во Вроцлав на церемонию принесения оммажа королю Чехии Матвею. На эту церемонию князь прибыл в сопровождении свиты из 285 человек. Другим примером стало поездка князя Адама Вацлава во владения Речи Посполитой, во время которой князь совершил паломничество в Кальварию Зебжидовскую. Эта поездка, по оценкам современников, не была религиозной: единственным желанием князя было показать своё богатство. В конце концов, долги князя часто оплачивали города и рыцарство.
Адам Вацлав Цешинский издавал документы на латыни, немецком и чешском языках, но при его дворе наиболее был распространен был польский язык.
Князь Адам Вацлав Цешинский скончался 13 июля 1617 года в Брандисе (пригород Цешина), и был похоронен в семейной усыпальнице цешинских князей в доминиканском костёле в Цешине.

## Семья
17 сентября 1595 года Адам Вацлав Цешинский женился на Елизавете Курляндской (ум. ноября 1601), старшей дочери первого герцога Курляндского Готхарда фон Кетлера (1517—1587) и Анны Мекленбург-Гюстровской (1533—1602). Дети:
- Адам Готхард (27 июля 1596 — 25 мая 1597);
- Анна Сидония (2 марта 1598 — ок. июль 1619), жена с 1616 года Якоба Ганнибала II, графа Гогенемсского (ум. 1646);
- Эльжбета Лукреция (1 июня 1599 — 19 мая 1653), княгиня Цешинская (1625—1653), жена с 1618 года Гундакара, князя Лихтенштейнского (1580—1658);
- Кристиан Адам (1600 — 12 марта 1602);
- Фридрих Вильгельм (9 ноября 1601 — 19 августа 1625), князь цешинский (1617—1625).

Также имел внебрачного сына Вацлава Готфрида, барона Гогенштейн с 1640 года.